# فلورين أكيم
فلورين أكيم (بالرومانية: Florin Achim) هو لاعب كرة قدم روماني في مركز الوسط، ولد في 16 يونيو 1991 في بايا ماري في رومانيا. لعب مع جامعة كلوج ونادي أسترا جورجو.

## وصلات خارجية
- فلورين أكيم على موقع قاعدة بيانات كرة القدم.إي يو (الإنجليزية)
- فلورين أكيم على موقع Soccerway.com (الإنجليزية)